# Itaporã Futebol Clube
L'Itaporã Futebol Clube, noto anche semplicemente come Itaporã, è una società calcistica brasiliana con sede nella città di Itaporã, nello stato del Mato Grosso do Sul.

## Storia
Il club è stato fondato il 5 marzo 2008. L'Itaporã ha vinto il Campeonato Sul-Mato-Grossense Série C nel 2008, ottenendo la promozione nel Campeonato Sul-Mato-Grossense Série B dello stesso anno, vincendo anche quest'ultima competizione.

## Palmarès

### Competizioni statali
- Campeonato Sul-Mato-Grossense Série B: 2

2008, 2015
- Campeonato Sul-Mato-Grossense Série C: 1

2008